# Povijest željeznice velikih brzina
Željeznice velike brzine su nastale, kao efikasan i vrlo brz način transporta (prvenstveno ljudi) između udaljenih lokacija (obično gusto naseljenih urbanih područja). Pojavom zračnog prijevoza je pozicija željeznice kao prvog sredstva masovnog transporta ozbiljno ugrožena. Zemlje koje su odigrale vrlo značajne uloge u početcima masovnog željezničkog prijevoza velikim brzinama su Japan, Francuska i Njemačka.

## Prednosti naspram zračnog prijevoza
- nije potreban tzv. check-in
- željeznica putnike doprema u sama središta gradova

## Japan
The Tōkaidō Shinkansen je otvoren 1. listopada 1964., baš u vrijeme Olimpijade u Tokiju. U manje od 3 godine, prevezao je 100 milijuna putnika, a 1976. godine je prevezao milijardu putnika. Vlakovi sa šesnaest vagona su uvedeni za Expo 1970. u Osaki.

## Francuska
Prvi prototip je bio TGV 001. On je bio plinsko-turbinsko-električni eksperimentalni primjerak, koji je trebao dostići 250-300 km/h. Planiran je i drugi prototip, ali nije konstruiran, jer 60-tih godina tehnologija aktivnog naginjanja nije bila dovoljno razvijena. Međutim, korištenje električnog pogona koristeći kontaktnu mrežu je naposljetku uspješno pokrenulo vrijeme vlakova velikih brzina, tj. mreža TGV.

## Njemačka
Deutsche Bundesbahn je započela seriju pokusa 1985. koristeći InterCityExperimental (također poznat kao ICE-V) testni vlak. The IC Experimental je korišten kao uzor vlaka i za pokuse pri velikim brzinama, pri tome postigavši tadašnji novi svjetski rekord od 406.9 km/h (253 mph) 1. svibnja 1988. je vlak povučen iz uporabe i zamijenjen novom testnom jedinicom s nazivom ICE S. Iz svega ovoga je na kraju nastalo više generacija električnih ICE vlakova, pa čak i jedan dizelski.

## Velika Britanija
Velika Britanija je testirala vlak koji su zvali Advanced Passanger Train (APT). Međutim, zbog političkih pritisaka je prerano pušten u promet dok još nije bio tehnološki spreman. Postojala su dva prototipa APT-E i APT-P. APT-P je bio pogonjem električnom strujom, a APT-E s plinskom turbinom. Bili su predviđeni za brzine do 200 km/h, iako su testirani pri 249 km/h. Vlak je ubrzo povučen iz prometa u korist drugačije serije: HST.

## Italija
Pod vladavinom Mussolinija su se gradile nove željezničke linije s ispruženim trasiranjem, tzv. Direttissima.
20.7.1939. je jedno vozilo ETR-200 dostiglo brzinu od najviše 203 km/h, prosječno 165 km/h.
1976. su prvi dijelovi talijanske Diretissime na relaciji Florenz–Rom (254 km) puštene u pogon, namijenjene za brzine od 250 km/h.
Od 1985. su vozili klasični vlakovi sastavljeni od lokomotive i putničkkih vagona brzinom od 200 km/h.
Prvi puta se maksimalna brzina mogla iskoristiti pojavom motornog vlaka ETR 450 i ETR 500 (1998).

## Španjolska
U Španjolskoj je 1992. prilikom svjetskog velesajma otvorena prva španjolska željeznička linijavelike brzine između gradova Madrid i Sevilla. Za razliku od stare linije koja je bila dužine 580 km, i gdje je putovanje trajalo 6 sati, s novom se (472 km) bez međuzaustavljanja putuje dva i pol sata. Od generacije vlakova Talgo 6 se vozi brzinama od 200 km/h naviše. Alvia serija vlakova su svi vlakovi velike brzine. Svi su oni potpadali pod španjolsku mrežu velikih brzina AVE(Alta Velocidad Española).
Povijesno gledano, Španjolska je, zbog postojanja takvog tipa željezničke mreže,razvijala rješenja vlakova velikih brzina kao nagibnih vlakova, te vlakova koji mogu mijenjati širinu kolosijeka, pritom neki i usred vožnje na posebnom uređaju (tada se brzina obično ograničava na 5 km/h).